# پیا شلتا
پیا شِـلتا (انگلیسی: Pia Tjelta؛ زادهٔ ۱۲ سپتامبر ۱۹۷۷) بازیگر اهل نروژ است.
از فیلم‌ها یا برنامه‌های تلویزیونی که وی در آن نقش داشته‌است، می‌توان به ناهار، رفیق و فرشتگان سقوط‌کرده اشاره کرد.